# Camera dei rappresentanti del Mississippi
La Camera dei rappresentanti del Mississippi è, insieme al Senato, una delle due camere che compongono la Legislatura del Mississippi. Essa si riunisce nel Campidoglio dello Stato del Mississippi.
La Camera è composta da 122 rappresentanti, eletti ogni quattro anni e non rieleggibili più di tre volte, per una durata massima di 12 anni. La Camera è una delle cinque camere basse degli Stati Uniti d'America che viene eletta ogni quattro anni, diversamente da quasi tutte le altre che vengono rinnovate ogni due anni.